# Sol e moscas
Sol e moscas : semanario ilustrado de critica taurina  publicou-se em Lisboa entre abril e maio de 1898 num total de 8 números, propriedade de J. Garcia de Lima. Tratou-se de uma revista onde os relatos eram feitos numa envolvência de humor formativo e boas ilustrações. O seu conteúdo acentava substancialmente nas crónicas sobre as corridas do Campo Pequeno, que assumiam a principal rubrica da revista;  biografias de toureiros, jornalistas e empresários ligados ao espetáculo (geralmente acompanhadas da respetiva fotografia); alguma doutrina sobre a arte de bem tourear e demais notícias e informações relativas à atividade por “Portugal fora, Espanha, e por esse mundo fora”. Como responsáveis pela prosa humorística da revista assinam João Severo (também este com cargo diretivo), Esculápio (pseudónimo de Eduardo Fernandes) e algumas críticas de Segismundo Costa